# Jules Janin
Pour les articles homonymes, voir Janin.

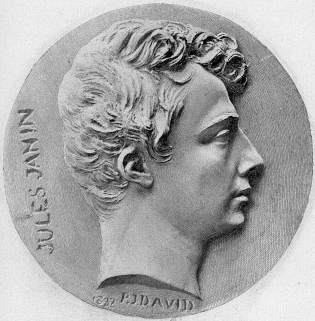
Jules Janin par David d'Angers.

Jules Gabriel Janin, né à Saint-Étienne le 16 février 1804 et mort à Paris (16e arrondissement) le 19 juin 1874, est un écrivain et critique dramatique français.

## Biographie
Fils d’un médecin, Jules Janin reçoit une bonne éducation, d’abord dans sa ville natale puis au lycée Louis-le-Grand à Paris. Après un passage dans l’étude de l’avoué Jean-Baptiste Guillonnet-Merville, où il sera saute-ruisseau en même temps qu’Honoré de Balzac, il devient journaliste et travaille notamment à la Revue de Paris, à la Revue des deux Mondes, au Figaro et à La Quotidienne. Il fut parmi les fondateurs de la Revue de Paris et du Journal des Enfans. Il se fait connaître en 1829 avec le roman L’Âne mort et la femme guillotinée. La Confession en 1830, un peu moins profond, mais au style encore plus remarquable, et Barnave en 1831, où il attaque la famille d’Orléans, finissent d’asseoir sa réputation.
Entre-temps, il devient rédacteur en février 1831 à L'Artiste, puis entre comme critique au Journal des débats où il reste quarante ans. Son autorité le fait surnommer « le prince des critiques ».
Après de nombreuses tentatives, il est élu à l’Académie française le 7 avril 1870 au fauteuil occupé précédemment par Sainte-Beuve.
Une étude sur Jules Janin accompagnée d’une bibliographie a été publiée par Alexandre Piédagnel (son secrétaire) en 1874.
Il a fréquenté le château des Rotoirs, propriété de ses beaux-parents, les Huet, près de Gaillon. Il meurt en 1874 dans son chalet du 11 rue de la Pompe (16e arrondissement de Paris). Il est enterré au cimetière Saint-Louis d'Évreux dans le caveau familial Huet, érigé par Adélaïde Janin (1820-1876), sa veuve, grâce à laquelle fut créée par ailleurs la fontaine monumentale d'Évreux.
À proximité de son domicile parisien, l'avenue Jules-Janin lui rend hommage.

## Ouvrages
- 1826 : Talma et Lekain
- 1829 : L'Âne mort et la femme guillotinée
- 1829 : Tableaux anecdotiques de la littérature française depuis François Ier
- 1830 : La Confession
- 1831 : Barnave
- 1832 : Contes fantastiques - Histoire du théâtre à quatre sous
- 1833 : Contes nouveaux
- 1834 : Voyage de Victor Ogier en Orient - Cours sur l’histoire du journal en France
- 1836 : Le Chemin de traverse
- 1837 : Fontainebleau, Versailles, Paris - Un cœur pour deux amours - Histoire de France (texte explicatif des galeries de Versailles) (1837-1843)
- 1839 : Les Catacombes - Versailles et son musée historique - Voyage en Italie
- 1841-1842 : Le Premier feuilleton de Pistolet, dans le recueil collectif Scènes de la vie privée et publique des animaux
- 1842 : La Normandie historique, pittoresque et monumentale - Le prince royal - Une heure à Paris
- 1843 : Un hiver à Paris - Un été à Paris
- 1844 : Les Beautés de l’Opéra - La Bretagne historique
- 1846 : Le Feuilletoniste, Répertoire de Lecture du soir
- 1847 : Suite de l’histoire du chevalier Desgrieux et de Manon Lescaut - Voyage de Paris à la mer - Le gâteau des rois
- 1850 : La Religieuse de Toulouse
- 1851 : Les Gaîtés champêtres - Le mois de mai à Londres
- 1853 : Histoire de la littérature dramatique (6 vol. 1853-1858) - Almanach de la littérature, du théâtre et des beaux-arts (1853-1865)
- 1855 : La Comtesse d’Egmont
- 1856 : Les Petits Bonheurs
- 1857 : Les Symphonies de l’hiver
- 1858 : Rachel et la tragédie - Ovide, ou le poète en exil
- 1859 : Critique, portraits et caractères contemporains - Variétés littéraires
- 1860 : Les Contes du chalet
- 1861 : La Fin d'un monde et du neveu de Rameau - La Semaine des trois jeudis
- 1862 : Contes non estampillés
- 1864 : Les Oiseaux bleus - La poésie et l’éloquence à Rome, au temps des Césars - La Révolution française
- 1866 : L’Amour des livres - Béranger et son temps - Le Talisman. Seconde édition de l'Amour des livres par les Bibliolâtres de France en 1937
- 1867 : Les Amours du chevalier de Fosseuses - La Sorbonne et les gazeliers - Circé
- 1868 : Le Bréviaire du roi de Prusse
- 1869 : L’Interné - Lamartine - Petits romans d’hier et d’aujourd’hui - Les révolutions du pays des Gagas
- 1870 : Le Crucifix d’argent - Le livre
- 1871 : Alexandre Dumas - La Muette
- 1872 : François Ponsard
- 1874 : La Femme à l’œillet rouge - Paris et Versailles il y a cent ans
- 1876-1878 : Œuvres diverses - Œuvres de jeunesse
- 1881 : Debureau, histoire du théâtre a quatre sous
- 1884 : Causeries littéraires et historiques - Contes, nouvelles et récits
- 1922 : Victor Hugo en exil : d'après sa correspondance avec Jules Janin, et d'autres documents inédits réunis par Noël Clément-Janin